# 개방 세계 가정
개방 세계 가정(Open-world assumption, OWA)은 지식 표현에 사용되는 형식적 논리 시스템에서 진술의 진리값이 그것이 사실인지 여부에 관계없이 참일 수 있다는 가정이다. 이는 참인 모든 진술도 참인 것으로 알려져 있다는 닫힌 세계 가정의 반대이다.

## 기원
개방형 가정은 고대 그리스 철학자들이 처음 제안 당시 제안된 수학적, 철학적 개념들 사이의 다양한 타당성을 설명하기 위한 수단으로 처음 개발되었다.

## 논리적 의미
개방 세계 가정은 일반적으로 단일 에이전트나 관찰자가 완전한 지식을 갖고 있지 않으므로 폐세계 가설을 할 수 없다는 비공식적 개념을 성문화한다. OWA는 에이전트가 사실이라고 알려진 진술을 바탕으로 에이전트가 수행할 수 있는 추론 및 추론의 종류를 제한한다. 대조적으로, 폐세계 가설은 에이전트가 진술이 참이라는 지식 부족을 이용하여 진술이 거짓이라고 추론할 수 있도록 허용한다.
경험적으로 개방형 가정은 우리가 발견한 대로 시스템 내에서 지식을 표현할 때 적용되며 완전한 정보를 발견했거나 발견할 것이라고 보장할 수 없는 경우에 적용된다. OWA에서 시스템에 명시적으로 기록된 지식에 포함되지 않거나 추론되지 않은 지식에 대한 진술은 잘못되었거나 거짓이 아닌 알려지지 않은 것으로 간주될 수 있다.

## 같이 보기
- 폐세계 가설